# رايموند فونتين
رايموند فونتين هو لاعب كرة القدم الكندية كندي، ولد في 1 سبتمبر 1980 في أوتاوا في كندا.